# 薔薇の眠り
『薔薇の眠り』（ばらのねむり、原題：Passion of Mind）は、2000年5月26日にアメリカ合衆国より公開されたファンタジック・ドラマ映画作品。アラン・ベルリネールが監督、デミ・ムーアが主演を担当することで、第21回ゴールデンラズベリー賞最低主演女優賞にノミネートされた作品。
松竹配給により日本では2000年10月28日に劇場公開される。また、2001年4月27日に大映よりVHS（MVH-0351）とDVD（DABY-0009）が同時発売されている。

## キャスト
| 役名               | 俳優                     | 日本語吹き替え |
| ------------------ | ------------------------ | -------------- |
| マリー & マーティ  | デミ・ムーア             | 日野由利加     |
| ウィリアム         | ステラン・スカルスガルド | 小川真司       |
| アーロン・ライリー | ウィリアム・フィクナー   | 牛山茂         |
| ジェシー           | シニード・キューザック   | 此島愛子       |
| ランガー           | ジョス・アクランド       | 中庸助         |
| ピータース         | ピーター・リーガート     | 楠見尚己       |
| ジェニファー       | ルイズ・イオネット       | 南杏子         |
| サラ               | チャヤ・キューノット     | 川田妙子       |
| エド               | ゲリー・バマン           | 津田英三       |
| キム               | ジュリアン・ニコルソン   | 斎藤恵理       |

## スタッフ
映像制作
- 監督：アラン・ベルリネール
- 製作：トム・ローゼンバーグ、キャロル・スコッタ
- 脚本：ロン・バス、デヴィッド・フィールド
- 撮影：エドゥアルド・セラ
- 音楽：ランディ・エデルマン
- 編集：アン・V・コーツ
- キャスティング：デボラ・アキラ、サラ・フィン
- 美術・プロダクションデザイン：ピエール=フランソワ・ランボッシュ
- 衣装デザイン：ヴァレリー・ポッツォ・ディ・ボルゴ

日本語音声制作
- 演出：川合茂美
- 字幕：栗原とみ子

## 受賞ほか
- 第21回ゴールデンラズベリー賞 - 薔薇の眠り
- ゴールデンラズベリー賞 最低主演女優賞 - デミ・ムーア